# Michael Kozak
Michael G. Kozak (nacido en 1946) es un diplomático estadounidense. Desde septiembre de 2019 se desempeña como Subsecretario de Estado para Asuntos del Hemisferio Occidental de forma interina. Anteriormente se desempeñó como embajador de los Estados Unidos en Bielorrusia entre 2000 y 2003 y jefe de misión en la Sección de Intereses de los Estados Unidos en La Habana entre 1996 y 1999. Fue nominado para ser embajador en El Salvador en 1991.

## Carrera
En 1968 se recibió de licenciado en ciencias políticas en la Universidad de California en Berkeley, concluyendo su doctorado en Boalt Hall en la Universidad de California de Berkeley en 1971, donde fue editor asistente de California Law Review.
Durante la década de 1970, fue negociador de los Tratados del Canal de Panamá durante las presidencias de Nixon, Ford y Carter. Luego participó en los esfuerzos multilaterales para mediar el fin de la guerra civil nicaragüense en 1978-1979, y fue miembro del equipo de mediación de Estados Unidos que implementó el tratado de paz Egipto-Israel y buscó una solución a la guerra civil libanesa.
En la década de 1980, estuvo involucrado en asuntos de Cuba en la Oficina de Asuntos Interamericanos del Departamento de Estado.
Entre 1982 y 1988, fue subdirector principal en la Oficina del Asesor Legal. Mientras desempeñaba el cargo, originó una idea para resolver una disputa entre el gobierno de los Estados Unidos y el gobierno de Chile sobre el asesinato del ex diplomático chileno exiliado Orlando Letelier, y su asistente estadounidense Ronni Moffit en un 1976 con un coche bomba en Washington D. C. Como Chile no estaba dispuesto a someterse a una determinación de un tribunal estadounidense, Kozak propuso invocar la cláusula de arbitraje del tratado de paz Chile-Estados Unidos de 1914, y el gobierno chileno estuvo de acuerdo.
Entre 1988 y 1991, fue subsecretario de Estado adjunto en la Oficina de Asuntos Interamericanos. A principios de 1988, había sido enviado a Panamá en varias ocasiones para tratar de negociar en nombre del gobierno estadounidense directamente con el presidente panameño, Manuel Noriega, tratando de llegar a un acuerdo sobre los términos bajo los cuales Noriega renunciaría. Kozak abogó por un acuerdo diplomático bajo el cual se anularía la acusación contra el entonces líder panameño, se levantarían las sanciones y Noriega renunciaría y abandonaría el país en agosto de 1988. Cuando las negociaciones se dieron a conocer, el Senado aprobó una resolución no vinculante de que la acusación no debía ser retirada, y el vicepresidente George H. W. Bush denunció las negociaciones. Kozak continuó con las conversaciones y entregó un ultimátum para que Noriega aceptara antes del 25 de mayo de 1988, pero Noriega se negó y el ejército de los Estados Unidos finalmente invadió el país.
En marzo de 1989, como Subsecretario de Estado en para Asuntos Interamericanos en funciones, Kozak abogó ante el Congreso por la financiación de los esfuerzos diplomáticos de Estados Unidos en América Latina. También ayudó al Secretario de Estado James Baker a implementar un acuerdo bipartidista sobre América Central diseñado para ayudar a poner fin al conflicto en Nicaragua.
En 1989, como asistente principal del Subsecretario de Estado para Asuntos Interamericanos Bernard W. Aronson, argumentó ante una audiencia de la Cámara de Representantes que las relaciones con Cuba no deberían mejorar hasta que Fidel Castro hiciera concesiones a Estados Unidos por una variedad de asuntos.
En abril de 1991, fue nominado para ser embajador de los Estados Unidos en El Salvador. Su nombramiento, y el de Joseph Sullivan como embajador en Nicaragua, fueron bloqueados por el senador republicano Jesse Helms y el senador demócrata Chris Dodd, presidente del subcomité del Hemisferio Occidental del Comité de Asuntos Exteriores del Senado. Sus miembros habían desaprobado la forma en que el Departamento de Estado había notificado al comité sobre un programa en particular, y responsabilizó a Sullivan y Kozak como subsecretarios adjuntos en ese momento. Tampoco les gustó la forma en que Kozak había ayudado a resolver la situación de los Contras en Nicaragua.
En marzo de 1993, fue asesor especial de Lawrence Pezzullo en asuntos relacionados con Haití y la deposición del presidente haitiano Jean-Bertrand Aristide. Fue invitado por el nuevo subsecretario de Asuntos Interamericanos, Alexander Watson, para unirse al Grupo de Trabajo de Haití. Kozak, como negociador especial, junto con Pezzullo, fue responsable de las comunicaciones con Aristide, el ejército haitiano, la ONU y la Casa Blanca. Durante las reuniones con los ministros del gabinete en Haití, Kozak los convenció para que tomaran medidas. También presionó a los funcionarios de la Misión de las Naciones Unidas en Haití (UNMIH) para que actuaran contra los violadores de los derechos humanos. En septiembre de 1994, Kozak acompañó al general Colin Powell en un vuelo a Puerto Príncipe, menos de 36 horas antes del desembarco planeado de las tropas estadounidenses allí, para convencer al líder de la junta militar gobernante que había tomado el control, Raoul Cédras, para dejar el poder.
En 1996, como jefe de la Sección de Intereses de los Estados Unidos en La Habana, dirigió una conmemoración del centenario del hundimiento del USS Maine, recibió a los medios estadounidenses en su casa durante una visita del Papa Juan Pablo II, e interactuó con el Ministerio del Interior cubano cuando solicitó su información sobre un grupo supuestamente financiado por cubano-estadounidenses que intentaron ataques en Cuba.
El 6 de abril de 2000, el presidente Bill Clinton anunció su intención de nominar a Kozak como embajador en Bielorrusia. El presidente Aleksandr Lukashenko hizo que Kozak esperara varios meses para presentar sus cartas credenciales.
Entre 2003 y 2005, fue subsecretario adjunto en la Oficina de Democracia, Derechos Humanos y Trabajo del Departamento de Estado.
Entre 2005 y 2009, fue director principal del personal del Consejo de Seguridad Nacional, con responsabilidad en temas de democracia, derechos humanos, organizaciones internacionales, migración y detenidos. Autorizó la primera directiva presidencial de seguridad nacional sobre democracia y derechos humanos desde la presidencia de Jimmy Carter.
Entre 2009 y 2017, fue asesor principal del Subsecretario de Democracia, Derechos Humanos y Trabajo, donde trabajó para negociar una resolución de la ONU sobre "Difamación de las religiones" que respetaba la libertad de expresión.
Entre octubre de 2012 y mayo de 2013, fue enviado especial interino para monitorear y combatir el antisemitismo. Entre septiembre de 2017 y septiembre de 2019, fue oficial superior de la Oficina de Democracia, Derechos Humanos y Trabajo.